# Die verschleierte Dame
Die verschleierte Dame è un film muto del 1915 sceneggiato e diretto da Richard Oswald. Fa parte di una serie dal titolo Ein Abenteuer des Detektivs Engelbert Fox.
Fu il secondo film nella carriera cinematografica di Paul Hartmann.

## Produzione
Il film fu prodotto dalla Lothar Stark-Film di Berlino.